# Kordun
Kordun je mikroregija u središnjoj Hrvatskoj.

## Zemljopis
Kordun je prvenstveno etnokulturalna regija s jasno određenim granicama: na jugu rijekom Koranom, na zapadu Mrežnicom, na sjeveru Kupom, te na istoku Petrovom Gorom i tzv. "suhom" granicom prema BiH. Reljefno, Kordun je prijelazna zona između dinarskog planinskog područja (Lika) i ravničarskog prostora Središnje Hrvatske. Teren je uglavnom brežuljkast s manjim uzvisinama (200-300 m) koje se postupno povećavaju prema Petrovoj gori, najvišem vrhu Korduna smještenom na njegovom istoku. Čitavo područje gravitira Karlovcu i predstavlja dio šire Pokupsko-kordunske regije. Najveće gradsko naselje (po nekim pokazateljima i jedino) na Kordunu je Slunj.

## Ime
Naziv Kordun nastao je u razdoblju Vojne krajine i usko je povezan sa strateškim značenjem kraja. Dolazi od francuske riječi cordon militaire koja znači vojni pojas. U ovom slučaju to se odnosi na niz povezanih stražarnica i utvrda prema izbačenom turskom području zapadne Bosne.

## Granice
Pojednostavljeno, područje Korduna je određeno okolnim rijekama Koranom, Mrežnicom i Kupom te Petrovom Gorom. Granice Korduna su jednom povećane diplomatskim putem: 1791. godine Svištovskim mirom je iz sastava Osmanskog carstva izdvojena pogranična zona oko Cetingrada i Drežnik Grada ( tzv. "suha međa"), koja se od tada smatra dijelom Korduna.

## Uprava
Danas se u okviru Korduna nalazi jedan grad (Slunj) i šest općina (Cetingrad, Krnjak, Rakovica, Vojnić, Topusko i Gvozd). Četiri općine pripadaju Karlovačkoj županiji dok dvije pripadaju Sisačko-Moslavačkoj županiji.

## Stanovništvo
Kordun je tijekom čitavog 20. stoljeća bio izrazito emigracijsko i depopulacijsko područje, što je pojačano stradanjem u ratovima. Prema popisu stanovništva iz 2001. godine ima oko 22.000 stanovnika obuhvaćajući prostor Rakovice, Slunja, Cetingrada, Vojnića i  Krnjaka. Po nacionalnoj strukturi Hrvati su većinsko stanovništvo: (oko (16.000)-73 % Hrvata, oko (5.000)- 24 % Srba te oko (1.000)-3 % Bošnjaka). I ovdje se, kao i u Lici, mogu izdvojiti dvije zone: južni Kordun (Cetingrad, Rakovica i Slunj) i sjeverni Kordun (Krnjak i Vojnić).

## Povijest
U srednjem vijeku područje današnjeg Korduna imalo je veliku stratešku važnost kao prijelazni prostor između primorskog i panonskog dijela Hrvatske. Upravo tu, na planini Gvozd (današnja Petrova gora) pokušao je 1097. godine Petar Svačić bezuspješno zaustaviti prodor Mađara prema moru. Kasnije u okviru Ugarsko-hrvatske države ovo područje je podijeljeno između srednjovjekovnih županija Drežnika, Gore i Gorice. Kao feudalni gospodari nametnuli su se knezovi Nelipići, nakon njih  Babonići, da bi u 14. stoljeću većina Korduna prešla pod vlast knezova Frankopana. To je razdoblje guste naseljenosti ovog kraja, kada se razvija čitav niz utvrda, naselja i samostana. Najznačajniji frankapanski centri su bili Drežnik i Slunj. 
O važnosti ovog prostora u predturskom razdoblju svjedoči i to da se 1527. godine, nakon Mohačke bitke, u Cetinu kod Slunja sastao hrvatski sabor i izabrao Ferdinanda Habsburga za hrvatskog kralja. Međutim, turska osvajanja su ubrzo zahvatila i ovo područje. Nakon pada tvrđave Drežnik 1578. godine, Kordun postaje ničija zemlja između Habsburškog i Turskog carstva, izložena stalnim pustošenjima. Iako Osmanlije nisu uspjele zauzeti Slunj, a 1579. godine je osnovana i nova tvrđava Karlovac, nezaštićeno stanovništvo okolnih naselja se gotovo u potpunosti iseljava. Kordun je tada posve opustio, a do novog naseljavanja će doći tek u 18. stoljeću nakon protjerivanja Osmanlija.
Po oslobađanju od Osmanlija, ovo područje, kao ni susjedna Lika i Banovina, nije vraćeno pod vlast hrvatskog bana, već je ušlo u sastav Vojne krajine. Tada se vrši i organizirana kolonizacija stanovništva, pri čemu na područje oko Slunja dolaze uglavnom Hrvati, a oko Petrove gore Srbi. Njihova primarna uloga bila je vojna zaštita novog sustava pograničnih utvrda prema Osmanskom Carstvu. Za razliku od srednjeg vijeka, kad je ovaj prostor bio podijeljen između više županija, sada se zbog strateškog položaja i mentaliteta novih stanovnika-graničara izdvaja kao posebna pokrajina. Iz tog razdoblja potječe i današnji naziv Kordun (od riječi cordon).
Kordun je ostao u sastavu Vojne krajine (kao slunjska i djelomično ogulinska pukovnija) sve do njenog ukidanja 1881. godine, kada je priključen Riječko-modruškoj županiji. Stanovništvo koje je imalo vojnu ulogu ili se bavilo djelatnostima povezanima s vojskom nije moglo preživjeti isključivo od poljoprivrede. Već krajem 19. stoljeća počinje iseljavanje, koje se nastavilo tijekom čitavog 20. stoljeća.

## Gospodarstvo
Kordun je izrazito ruralno područje sa zemljištem relativno nepovoljnim za obradu. To je posebno izraženo u južnom dijelu (okolica Slunja) gdje prodiru dijelovi dinarskog krša. U povijesti je stanovništvo bilo vezano za vojnu službu u Vojnoj krajini, tako da nikada nije zavisilo isključivo o poljoprivredi.
Nakon Drugog svjetskog rata, otvarani su manji industrijski pogoni u lokalnim centrima (Krnjak, Slunj, Vojnić), ali bez većeg učinka na razvoj kraja. Danas se mogućnost razvitka vidi u turizmu, posebno na slunjskom području zbog blizine Plitvičkih jezera.

## Spomenici i znamenitosti
- ostatci srednjovjekovnih gradova i utvrda (Cetin, Klokoč, Stari grad Drežnik, Slunj)
- Rastoke
- Baraćeve špilje
- Spomen-područje Petrova gora (partizanska bolnica i spomenik)